# والکوئیر موتا

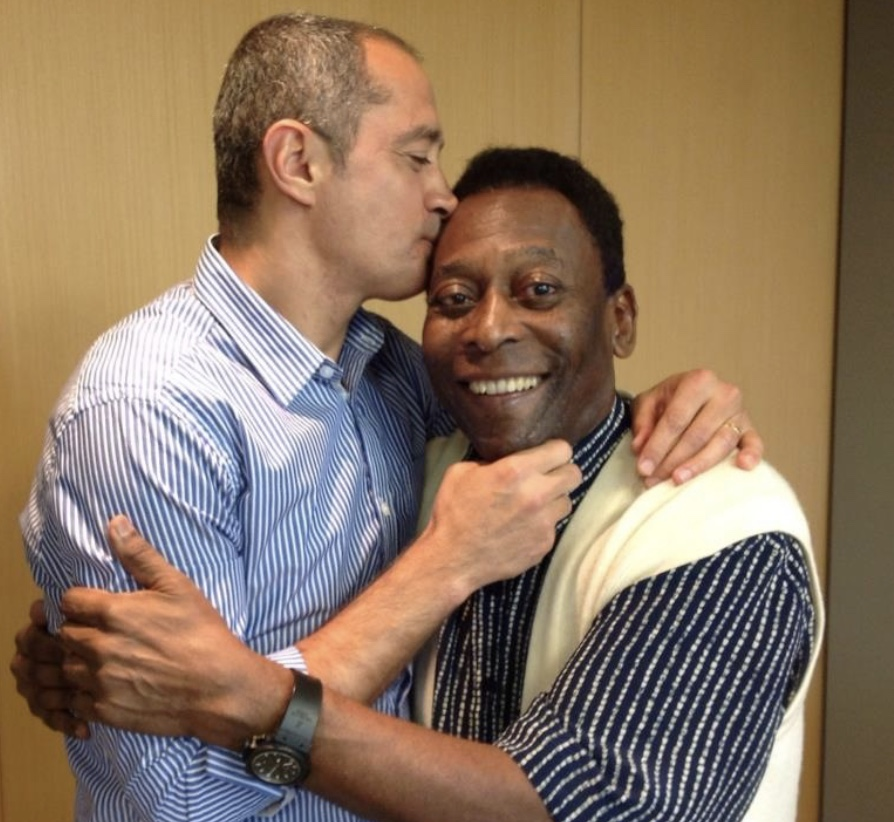
والکوئیر موتا در کنار پله - ۲۰۱۳

والکوئیر موتا (به پرتغالی: Walquir Mota) مهاجم اهل برزیل است که در شهر Patos de Minas و در تاریخ ۱۸ اوت ۱۹۶۷ به دنیا آمده‌است.
والکوئیر موتا در تیم‌های فوتبال Mulhouse سابقهٔ حضور دارد.